# Саннадзаро-де-Бургонди
Саннадзаро-де-Бургонди (итал. Sannazzaro de' Burgondi) — коммуна в Италии, находится в регионе Ломбардия, в провинции Павия.
Население составляет 5964 человека (2008), плотность населения составляет 259 чел./км². Занимает площадь 23 км². Почтовый индекс — 27039. Телефонный код — 0382.
Покровителями коммуны почитаются святые Назарий и Цельсий, празднование 28 июля.

## Демография
Динамика населения:

## Города-побратимы
- Сазхаломбатта, Венгрия

## Администрация коммуны
- Официальный сайт: http://www.comune.sannazzarodeburgondi.pv.it